# Lantbruksmuseet Hjärtenholm

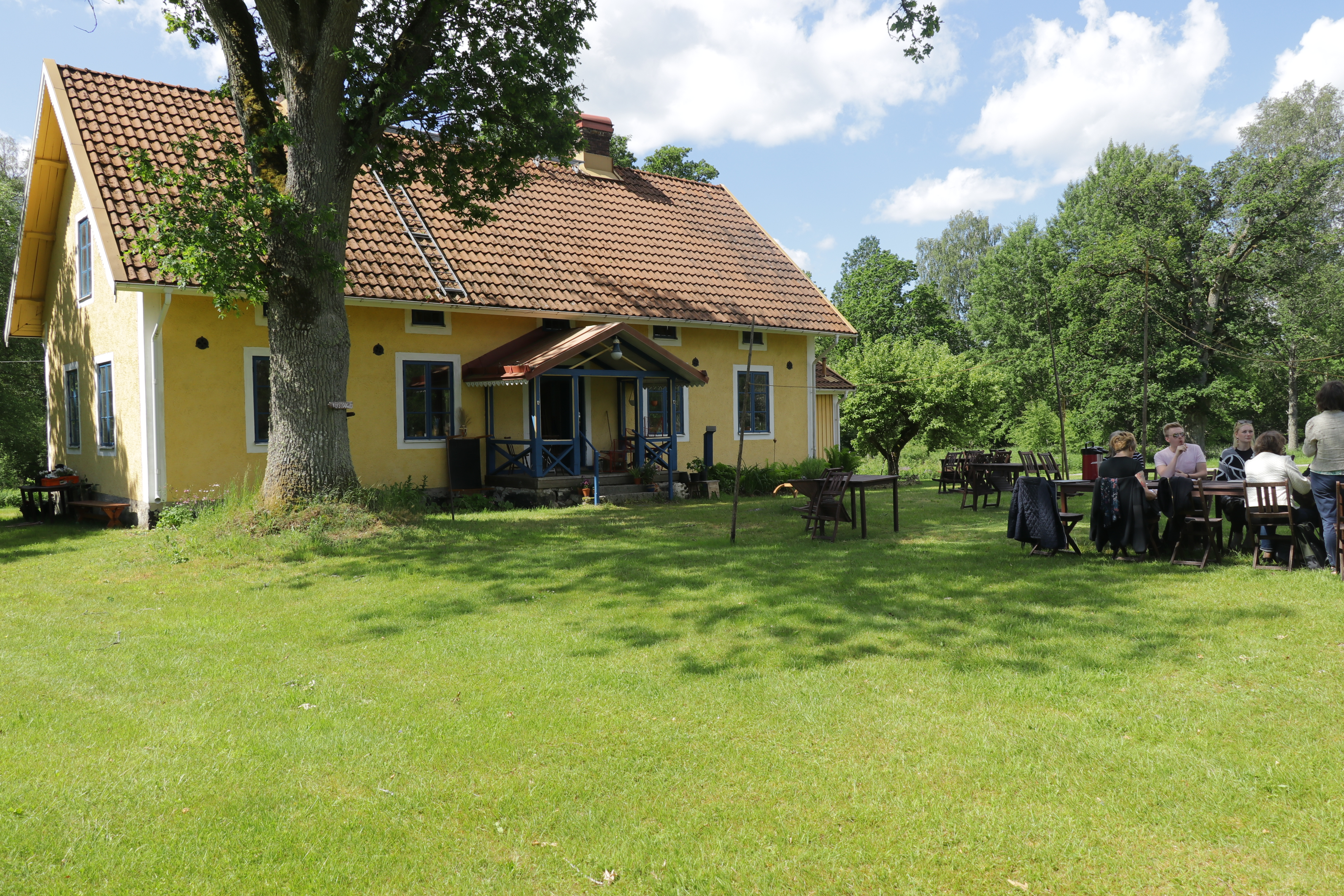
Hjärtenholm sommaren 2019.

Lantbruksmuseet Hjärtenholm är ett lantbruksmuseum och ligger norr om Alvesta. 
Museet invigdes 1972 och är sedan 2010 en del av Kulturparken Småland som driver dess verksamhet. På Hjärtenholm berättas hur arbetsvillkoren för bönder förändrats genom industrialiseringen, och lantbrukets utveckling från redskap som drevs för hand eller med hjälp av djur, till introduceringen av jordbruksmaskiner. Välbevarade redskap och jordbruksmaskiner utgör basutställningen, och den kompletteras ibland av tillfälliga utställningar. Basutställningen är öppen under sommarmånaderna juni – augusti.
Gårdens äldsta delar är från olika årtionden under 1800-talet. Under 1830-talet flyttades tre av frälsegårdarna på Engaholms gods till den södra delen av byn Hjärtenäs. En sammanslagning av godsets och byns namn gav gården namnet Hjärtenholm. Under 1870-talet tillkom en stenladugård och i grundstenarna till bostadshuset och magasinet står året 1880 inhugget. Gårdens storlek på 100 hektar åker och 129 hektar skog krävde mycket arbetskraft. De som arbetade på Hjärtenholm var fast anställda lantarbetare, dagsverkare från närliggande torp och tidvis även statare. De sistnämnda blev betalade i natura. 
Den sista familjen som bebodde och drev gården gjorde det från 1947 till 1965. Då köptes gården av stiftelsen Kronobergs Lantbruksmuseum från ägaren Anders Koskull och lokalerna började byggas om för att anpassas för den nya funktionen som lantbruksmuseum. Sedan 1990-talet har de fasta utställningarna kompletterats av säsongsutställningar med tema kultur- och teknikhistoria. 1972 öppnade Kronobergs lantbruksmuseum. Den museistiftelse som bildats i samband med köpet upplöstes 1979 och dess tillgångar överfördes till Smålands museum.